# Quṭb al-Dīn Shāh Maḥmūd
Quṭb al-Dīn Shāh Maḥmūd ibn Mubariz al-Din Muhammad (... – Esfahan, 13 marzo 1375) è stato un nobile persiano muzaffaride, che nel 1358 detronizzò suo padre alleandosi con un fratello e un cugino, per contrasti per la successione con un loro nipote figlio del loro terzo fratello.

## Biografia
Shāh Maḥmūd e suo fratello Shah Shuja presero parte alla campagna del loro padre Mubariz al-Din Muhammad in Azerbaigian (1358), dove si comportarono in modo inappropriato e il loro padre glielo fece rilevare. I due fratelli temevano di essere diseredati in favore del nipote Shah Yahya ibn Muzaffar, figlio del loro fratello maggiore, Shah Muzaffar, che era morto nel 1353. Così crearono un'alleanza con il loro cugino Shah Sultan, un altro nipote di Mubariz al-Din Muhammad ibn Ghiyath al-Din, e detronizzarono il padre che imprigionarono a Esfahan (dove morì qualche anno dopo, alla fine del 1363 o all'inizio 1364). I domini furono distribuiti nel modo seguente: Shah Shuja (che già dal 1353 governava Kirman) ricevette il governo della provincia di Fars e la preminenza sugli altri principi; Shāh Maḥmūd ricevette i governi di Esfahan e Abarqu e Shah Yahya fu autorizzato a mantenere il governo di Yazd. Shah Sultan ottenne Kirman che cedette a Shah Shuja dopo aver ricevuto Fars. 
Dal 1359 Shāh Maḥmūd ebbe il sostegno dei Jalayridi e nel 1363 affrontò suo fratello Shah Shuja e si alleò con Shah Yahya di Yadz. Alleato con i Jalayridi, respinse una campagna di Shah Shudja che cercava di affermare la sua preminenza e di attaccare Esfahan. Shāh Maḥmūd entrò a Shiraz occupando la suprema leadership della dinastia (1364) e riconobbe i Jalayridi per conto dei quali coniò moneta (1364-1365). Shah Shudja prese poi Kirman a detrimento del suo parente Sultan Ahmed e nell'estate del 1366 riconquistò Shiraz (chiamato da numerosi notabili locali) e Shāh Maḥmūd dovette tornare a Esfahan. A causa della minaccia di Shah Shudja, di marciare su Isfahan, Shāh Maḥmūd riconobbe finalmente la supremazia di suo fratello. Nel 1368/1369 anche Shah Shudja ricevette un riconoscimento dal califfo abbaside del Cairo. Shāh Maḥmūd organizzò allo stesso tempo il suo matrimonio con una figlia dello Jalayrida, Uways ibn Hasan (Uways I), che gli garantì il sostegno contro Shah Shuja. 
Nel 1374 Sultan Uways si ribellò contro suo padre Shah Shudja e Shāh Maḥmūd lo sostenne. Per un certo periodo Sultan Uways governò Shiraz ma Shāh Maḥmūd morì il 13 marzo 1375 (pochi mesi dopo la morte dello Jalayrida, Shaykh Uways, da non confondere con il Principe Sultan Uways), e Shah Shudja lo recuperò senza combattimento. 